# Chamaesaura
Chamaesaura, conocidos como lagartos de la hierba, es un género de lagartos sin patas de la familia Cordylidae del sur y este de África. Las extremidades se reducen a pequeñas espigas. Chamaesaura se impulsan como serpientes, empujando contra puntos de contacto en el medio ambiente, como rocas, plantas e irregularidades en el suelo. Son vivíparos y se alimentan de pequeños invertebrados, especialmente saltamontes. Su forma alargada y la falta de extremidades (las extremidades se reducen a pequeñas espigas) les permite “nadar” a través de la hierba.

## Especies
Según The Reptile Database:
- Chamaesaura aenea (Fitzinger, 1843) – Lagarto de la hierba cobrizo
- Chamaesaura anguina Linnaeus, 1758 –  Lagarto de la hierba del Cabo
- Chamaesaura macrolepis (Cope, 1862) – Lagarto de la hierba grande
- Chamaesaura miopropus Boulenger, 1895 – Lagarto de la hierba de Zambia
- Chamaesaura tenuior Günther, 1895 – Lagarto serpiente del cabo